# Schlotheimia puiggarii
Schlotheimia puiggarii là một loài Rêu trong họ Orthotrichaceae. Loài này được (Duby) Geh. & Hampe miêu tả khoa học đầu tiên năm 1881.